# Maria di Boulogne
Maria di Blois, in francese Marie de Boulogne o Marie de Blois (1136 circa – Sainte-Austreberthe, 25 luglio 1182), fu contessa di Boulogne dal 1159 al 1170.

## Origine
Sia secondo la Flandria Generosa (Continuatio Claromariscensis), che secondo il cronista e monaco benedettino inglese, Matteo di Parigi, Maria era figlia del re d'Inghilterra, Stefano di Blois (Mariam filiam Stephani regis Anglie) (filia regis Stephani), quindi era figlia del conte di Mortain, duca di Normandia e re d'Inghilterra, Stefano di Blois e della contessa di Boulogne, Matilde I, che, secondo la Genealogica comitum Buloniensium era l'unica figlia del conte di Boulogne, Eustachio III e della moglie, Maria di Scozia, che secondo il monaco e cronista inglese, Orderico Vitale, era sorella del re di Scozia, Edgardo di Scozia e figlia del re di Scozia, Malcolm III e della sua seconda moglie, Margherita del Wessex (Ungheria, 1045 – 16 novembre 1093), che secondo il The Chronicles of Florence of Worcester with two continuations era figlia del principe Edoardo (figlio del re d'Inghilterra, Edmondo II, che, secondo Orderico Vitale, discendeva da Alfredo il Grande e quindi dal primo re d'Inghilterra, Egberto del Wessex) e di Agata, che, sempre secondo il The Chronicles of Florence of Worcester with two continuations era nipote dell'imperatore del Sacro Romano Impero, Enrico II (daughter of the brother of Emperor Henry), mentre secondo la Chronica Albrici Monachi Trium Fontium era la sorella della regina d'Ungheria (Agatham regine Hunorem sororem), mentre per Orderico Vitale era figlia del re d'Ungheria; Margherita era la sorella di Edgardo Atheling, ultimo discendente del Casato dei Wessex e pretendente alla corona d'Inghilterra.
Stefano di Blois, sempre secondo Orderico Vitale, era il figlio maschio terzogenito del conte di Blois, di Chartres, di Châteaudun, di Tours, di Provins, di Sancerre e di Meaux, Stefano II, e di Adele d'Inghilterra (circa 1062 - 1137), che, sia secondo il monaco e cronista normanno Guglielmo di Jumièges, autore della sua Historiæ Normannorum Scriptores Antiqui, che secondo il cronista e monaco benedettino dell'abbazia di Malmesbury, nel Wiltshire (Wessex), Guglielmo di Malmesbury e Orderico Vitale, ed ancora il cronista e monaco benedettino inglese, Matteo di Parigi, era figlia del duca di Normandia e re d'Inghilterra, Guglielmo il Conquistatore, e di Matilde delle Fiandre (1032 - 1083), che, secondo la Genealogica Comitum Flandriæ Bertiniana, era figlia di Baldovino V, conte delle Fiandre, e della sorella del re di Francia, Enrico I, Adele di Francia, che secondo la Genealogiæ Scriptoris Fusniacensis era figlia del re di Francia, Roberto II, detto il Pio.
Inoltre Maria era nipote dei primi due re di Gerusalemme, Goffredo di Buglione e Baldovino I di Gerusalemme, fratelli del nonno materno, Eustachio III.

## Biografia
Nel 1125, dopo il matrimonio dei suoi genitori (matrimonio che era stato sponsorizzato dal re d'Inghilterra, Enrico Beauclerc), il nonno materno, Eustachio III abdicò a favore della figlia e si fece monaco a Rumilly, dipendenza del priorato di St-Pierre, come ci viene confermato dal documento n° 3984 del Recueil des chartes de l'abbaye de Cluny. Tome 5, datato 1225 inerente ad una donazione di Eustachio, in cui si definisce conte di Boulogne in passato ed ora monaco cluniacense (Eustachius olim comes Boloniensis nunc autem, disponente Deo, monachus Cluniacensis) e viene controfirmata dal genero, Stefano, come conte di Boulogne e dalla figlia, Matilde, come contessa di Boulogne. Sua madre, Matilde oltre alla contea di Boulogne ereditò anche i feudi inglesi del padre, nell'Essex.
Alla morte del re d'Inghilterra, Enrico I Beauclerc, suo padre, Stefano, il giorno di Natale del 1135, fu incoronato re nell'abbazia di Westminster, impossessandosi del trono di cui era erede sua cugina Matilde, detta l'Imperatrice e alla quale aveva giurato fedeltà; anche sua madre Matilde fu incoronata regina consorte d'Inghilterra nell'abbazia di Westminster il 22 marzo 1136.
Nel 1144, suo padre Stefano, perse definitivamente la Normandia, conquistata dal marito dell'imperatrice Matilde Goffredo Plantageneto, conte d'Angiò, che venne riconosciuto anche duca di Normandia.
Maria, ancora bambina, fu avviata alla vita monastica. È difficile rintracciare il percorso caotico di Maria di Blois, tanto confuse e contraddittorie sono le fonti in merito. Maria sarebbe stata novizia presso l'Abbazia di Notre-Dame du Nid-au-Merle, ma l'avrebbe un giorno lasciata per rientrare in Inghilterra insieme a sette monache. Il gruppetto sarebbe stato accolto nel monastero di Stratford at Bow nel Middlesex. La coabitazione fra religiose isolane e continentali si sarebbe rivelata difficile e quindi i genitori di Maria avrebbero creato per lei un nuovo monastero a Lillechurch (o Lilleherche, oggi Higham, nel Kent), filiale di Notre-Dame du Nid-au-Merle. Maria sarebbe in seguito divenuta badessa di Romsey. Secondo altri ancora ella avrebbe compiuto il noviziato proprio a Lillechurch Priory e sarebbe poi stata trasferita nell'abbazia benedettina di Ramsey, Cambridgeshire, Inghilterra, dove avrebbe preso i voti, tra il 1148 ed il 1155, quando ne fu nominata badessa. Infine, secondo Gallia Christiana, Maria sarebbe stata la prima badessa dell'Abbazia di Notre-Dame du Nid au Merle, incarico che avrebbe ricoperto fino al 1159.
Suo fratello, il Conte del Surrey (de iure uxoris), conte di Mortain e conte di Boulogne, Guglielmo I, come ci conferma Roberto di Torigni, morì, nel 1159, durante il ritorno dalla spedizione contro Tolosa, quando Enrico II, che rivendicava la contea di Tolosa in nome della moglie, la duchessa d'Aquitania, Eleonora, dopo aver occupato una parte della contea, si era diretto su Tolosa, e l'aveva assediata. 
Alla sua morte, data la mancanza di eredi, re Enrico II si trattenne tutti i domini di Guglielmo, inclusa la contea di Mortain, mentre la contea di Boulogne passò a Maria, che era badessa del convento di Ramsey.
Matteo di Lorena (circa 1130-1173), un nobile lorenese, che, secondo la Genealogica Comitum Flandriæ Bertiniana, Continuatio Leidensis et Divionensis, era il figlio secondogenito del Conte delle Fiandre, Teodorico e della sua seconda moglie, Sibilla d'Angiò, si precipitò a Ramsey e, con la forza, obbligò Maria, che era badessa, a lasciare il convento ed a sposarlo, divenendo così il conte di Boulogne, come ci viene confermato dalla Genealogica comitum Buloniensium; questo matrimonio ci viene confermato anche dalla Flandria Generosa (Continuatio Claromariscensis) e da Matteo di Parigi.
La chiesa reagì immediatamente; papa Alessandro III si occupò dell'abbandono del convento da parte della badessa e scrisse all'arcivescovo di Reims, Enrico, il 18 dicembre 1161 e, subito dopo, Matteo e Maria furono scomunicati. Nel 1162 la scomunica venne rinnovata e tutti i canonici che appoggiavano i conti di Boulogne furono anch'essi scomunicati. Infine, nel 1168, anche la città di Boulogne-sur-Mer, venne colpita dall'interdetto.
Solo allora la coppia si arrese, si sottomise alla volontà della chiesa e si separò. Maria si ritirò a Montreuil, mentre Matteo rimase a Boulogne a governare la contea. Maria si ritirò in convento a Sainte-Austreberthe, vicino a Montreuil, dove riprese i voti, lì rimase sino alla sua morte, avvenuta nel 1182, e vi fu inumata.

## Discendenza
Maria a Matteo diede due figlie:
- Ida di Lorena (circa 1160-1216), Contessa di Boulogne, che sposò, in prime nozze, nel 1181, Gerardo di Gheldria (?-1181), poi in seconde nozze, nel 1183, Berthold IV di Zähringen (circa 1125-1186), duca di Zähringen, ed infine in terze nozze, nel 1190, come ci informa la Flandria Generosa (Continuatio Bruxellensis) Rinaldo di Dammartin (Rainaldo comiti de Danmartin)[31] (ca.1165-1227), futuro conte di Dammartin (1204-1206) e di Mortain (1206-1214);
- Matilde (circa 1168-1210), che sposò, nel 1179 Enrico I[31] (1165 † 1235), detto il "guerriero", che, nel 1190, succedette al padre, Goffredo III, come Duca della Bassa Lorena (Lotaringia), duca di Lovanio e duca di Brabante.

## Ascendenza
|                                  |                                 |                                                   | Genitori                                 |  |  | Nonni |  |  | Bisnonni                                   |  |  | Trisnonni                                |  |
|                                  |                                 |                                                   |                                          |  |  |       |  |  | Tebaldo III, conte di Blois e di Champagne |  |  | Oddone II, conte di Blois e di Champagne |  |
|                                  |                                 |                                                   |                                          |  |  |       |  |  | Tebaldo III, conte di Blois e di Champagne |  |  | Oddone II, conte di Blois e di Champagne |  |
|                                  |                                 | Ermengarda d'Alvernia                             |                                          |  |  |       |  |  | Tebaldo III, conte di Blois e di Champagne |  |  |                                          |  |
| Stefano II, conte di Blois       |                                 |                                                   |                                          |  |  |       |  |  | Tebaldo III, conte di Blois e di Champagne |  |  |                                          |  |
|                                  |                                 | Gersenda del Maine                                | Eriberto I, conte del Maine              |  |  |       |  |  |                                            |  |  |                                          |  |
|                                  |                                 | Gersenda del Maine                                | Eriberto I, conte del Maine              |  |  |       |  |  |                                            |  |  |                                          |  |
|                                  |                                 | Gersenda del Maine                                | …                                        |  |  |       |  |  |                                            |  |  |                                          |  |
| Stefano, re d'Inghilterra        |                                 | Gersenda del Maine                                |                                          |  |  |       |  |  |                                            |  |  |                                          |  |
|                                  |                                 | Guglielmo I, re d'Inghilterra e duca di Normandia | Roberto I, duca di Normandia             |  |  |       |  |  |                                            |  |  |                                          |  |
|                                  |                                 | Guglielmo I, re d'Inghilterra e duca di Normandia | Roberto I, duca di Normandia             |  |  |       |  |  |                                            |  |  |                                          |  |
|                                  |                                 | Guglielmo I, re d'Inghilterra e duca di Normandia | Herleva di Falaise                       |  |  |       |  |  |                                            |  |  |                                          |  |
| Adele d'Inghilterra              |                                 | Guglielmo I, re d'Inghilterra e duca di Normandia |                                          |  |  |       |  |  |                                            |  |  |                                          |  |
|                                  |                                 | Matilde di Fiandra                                | Baldovino V, conte di Fiandra e d'Artois |  |  |       |  |  |                                            |  |  |                                          |  |
|                                  |                                 | Matilde di Fiandra                                | Baldovino V, conte di Fiandra e d'Artois |  |  |       |  |  |                                            |  |  |                                          |  |
|                                  |                                 | Matilde di Fiandra                                | Adele di Francia                         |  |  |       |  |  |                                            |  |  |                                          |  |
| Maria, contessa di Boulogne      |                                 | Matilde di Fiandra                                |                                          |  |  |       |  |  |                                            |  |  |                                          |  |
|                                  | Eustachio II, conte di Boulogne | Eustachio I, conte di Boulogne                    |                                          |  |  |       |  |  |                                            |  |  |                                          |  |
|                                  | Eustachio II, conte di Boulogne | Eustachio I, conte di Boulogne                    |                                          |  |  |       |  |  |                                            |  |  |                                          |  |
|                                  | Eustachio II, conte di Boulogne | Matilde di Lovanio                                |                                          |  |  |       |  |  |                                            |  |  |                                          |  |
| Eustachio III, conte di Boulogne | Eustachio II, conte di Boulogne |                                                   |                                          |  |  |       |  |  |                                            |  |  |                                          |  |
|                                  |                                 | Ida di Lorena                                     | Goffredo III, duca di Lorena             |  |  |       |  |  |                                            |  |  |                                          |  |
|                                  |                                 | Ida di Lorena                                     | Goffredo III, duca di Lorena             |  |  |       |  |  |                                            |  |  |                                          |  |
|                                  |                                 | Ida di Lorena                                     | Doda di Rethel                           |  |  |       |  |  |                                            |  |  |                                          |  |
| Matilde, contessa di Boulogne    |                                 | Ida di Lorena                                     |                                          |  |  |       |  |  |                                            |  |  |                                          |  |
|                                  |                                 | Malcolm III, re di Scozia                         | Duncan I, re di Scozia                   |  |  |       |  |  |                                            |  |  |                                          |  |
|                                  |                                 | Malcolm III, re di Scozia                         | Duncan I, re di Scozia                   |  |  |       |  |  |                                            |  |  |                                          |  |
|                                  |                                 | Malcolm III, re di Scozia                         | Suthen                                   |  |  |       |  |  |                                            |  |  |                                          |  |
| Maria di Scozia                  |                                 | Malcolm III, re di Scozia                         |                                          |  |  |       |  |  |                                            |  |  |                                          |  |
|                                  |                                 | Margherita d'Inghilterra                          | Edoardo d'Inghilterra                    |  |  |       |  |  |                                            |  |  |                                          |  |
|                                  |                                 | Margherita d'Inghilterra                          | Edoardo d'Inghilterra                    |  |  |       |  |  |                                            |  |  |                                          |  |
|                                  |                                 | Margherita d'Inghilterra                          | Agata di Kiev                            |  |  |       |  |  |                                            |  |  |                                          |  |
|                                  |                                 | Margherita d'Inghilterra                          |                                          |  |  |       |  |  |                                            |  |  |                                          |  |

### Fonti primarie
- (LA)  The Historical Works of Gervase of Canterbury, Vol. I.
- (LA)  Recueil des chartes de l'abbaye de Cluny, Tome V.
- (LA)  Regesta Regum Anglo-Normannorum, vol III'.
- (LA)  Chronique de Robert de Torigni, abbé du Mont-Saint-Michel, vol I.
- (LA)  Matthæi Parisiensis, monachi Sancti Albani, Chronica majora, vol I.
- (LA)  Matthæi Parisiensis, monachi Sancti Albani, Chronica majora, vol II.
- (LA)  Florentii Wigorniensis Monachi Chronicon, Tomus II Continuatio.
- (EN)  The Chronicles of Florence of Worcester with two continuations.
- (LA)  Monumenta Germaniae Historica, Scriptores, tomus IX.
- (LA)  Monumenta Germaniae Historica, Scriptores, tomus XIII.
- (LA)  Monumenta Germaniae Historica, Scriptores, tomus XXIII.
- (LA)  Ordericus Vitalis, Historia Ecclesiastica, vol. II.
- (LA)  Ordericus Vitalis, Historia Ecclesiastica, vol. unicum.
- (LA)  Ordericus Vitalis, Historia Ecclesiastica, vol. III.
- (EN)  Chronicle of the Kings of England: From the Earliest Period to the Reign, of king William's children.
- (LA)  Historiæ Normannorum Scriptores Antiqui.

### Letteratura storiografica
- Louis Alphen, "La Francia: Luigi VI e Luigi VII (1108-1180)", cap. XVII, vol. V (Il trionfo del papato e lo sviluppo comunale) della Storia del mondo medievale, 1999, pp. 705–739
- William John Corbett, "Inghilterra, 1087-1154", cap. II, vol. VI (Declino dell'impero e del papato e sviluppo degli stati nazionali) della Storia del Mondo Medievale, 1999, pp. 56–98.
- Doris M. Stenton, "Inghilterra, Enrico II", cap. III, vol. VI (Declino dell'impero e del papato e sviluppo degli stati nazionali) della Storia del Mondo Medievale, 1999, pp. 99–142.